# Hierococcyx sparverioides
El cuco grande (Hierococcyx sparverioides) es una especie de ave cuculiforme de la familia Cuculidae que vive en el sur de Asia.

## Distribución y hábitat
Se extiende desde el subcontinente indio hasta China y el sudeste asiático, incluidas las islas de la Sonda y las Filipinas, distribuido por Bangladés, Birmania, Bután, Camboya, China, India, Indonesia, Laos, Malasia, Nepal, Pakistán, Filipinas, Singapur, Taiwán, Tailandia y Vietnam. Se ha observado algún divagante en la isla de Navidad. La subespecie C. s. bocki de la península malaya, Sumatra y Borneo a veces se considera una especie aparte.
Se encuentra tanto en los bosques templados, como las selvas tropicales y subtropicales, además de los manglares.

## Comportamiento
Emiten sus cantosⓘ en verano, bien entrado el crepúsculo. 